# Paul D. Boyer
Paul Delos Boyer (n. 31 iulie 1918, Provo⁠(d), Utah, SUA – d. 2 iunie 2018, Los Angeles, California, SUA) a fost un chimist american, laureat al Premiului Nobel pentru chimie (1997).